# Micrurus obscurus
Micrurus obscurus (болівійський кораловий аспід) — вид отруйних змій родини аспідових (Elapidae). Мешкає в Південній Америці.

## Поширення і екологія
Болівійські коралові аспіди мешкають на заході Амазонії, де вони поширені від центральної і південної Колумбії на південь через схід Еквадору і Перу та захід Бразилії до північного заходу Болівії. Вони живуть у вологих тропічних лісах, на висоті від 100 до 500 м над рівнем моря.